# Goran (prénom)
Pour les articles homonymes, voir Goran.
Ne doit pas être confondu avec prénom suédois Göran.
Goran est un prénom masculin de plusieurs origines :

## Origine perse
D’origine aryenne (persane), le prénom Goran était couramment utilisé dans l'empire perse. L’étymologie de ce prénom est difficile à déterminer : à l’époque où la Perse était un grand empire, les traditions et les cultures ne cessaient de se mêler. Le prénom de Goran a migré vers le nord dans les pays du Caucase mais aussi en direction de la Grèce et des Balkans.
Actuellement ce sont les Iraniens, Kurdes, Irakiens du nord, Serbes, Croates et Roumains qui l'utilisent le plus couramment. En serbe et en macédonien, on l'écrit Горан. En serbe et en croate gora signifie « montagne », d'où son étymologie en serbo-croate : « homme de la montagne »[réf. souhaitée].

## Origine britannique
- Saint Goran, prêtre et ermite à Bodmin, Cornouailles, Angleterre, fêté le 7 avril[1].

- Pour voir tous les articles sur les personnes portant ce prénom, consulter la liste générée automatiquement pour le prénom Goran.